# Antoniuskapelle (Lendersdorf)

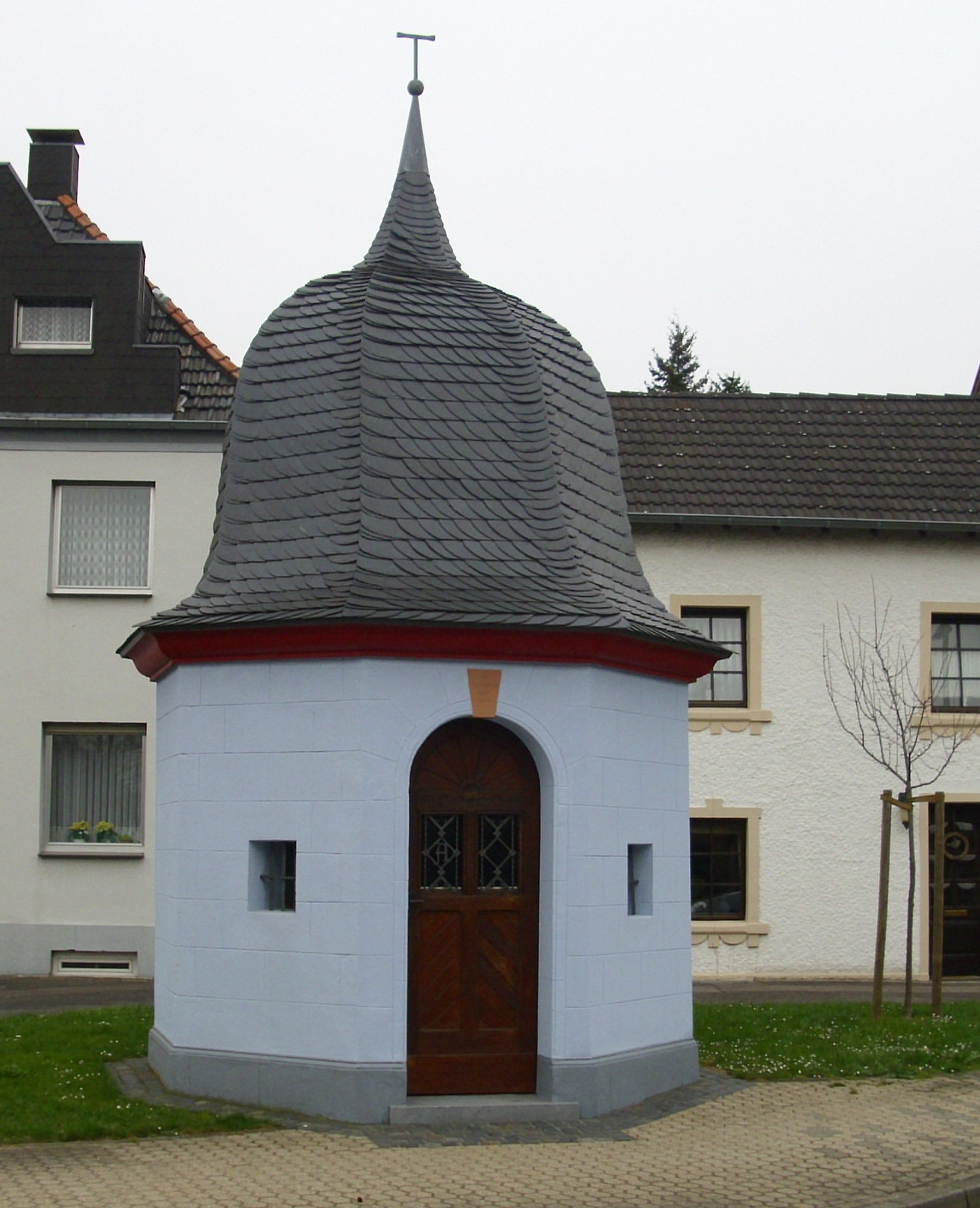
Antoniuskapelle in Lendersdorf

Die Antoniuskapelle steht im Dürener Stadtteil Lendersdorf in Nordrhein-Westfalen an der Hauptstraße 23. Sie wurde nach einer inschriftlichen Datierung im Jahr 1650 erbaut und 1904 erneuert.
Der kleine oktogonale Kapellenbau ist mit einer Rustikagliederung verputzt. Auf dem Bauwerk ist eine achtseitige geschweifte Schieferhaube zu sehen. Und auf der Spitze befindet sich ein Antoniuskreuz. Die Kapelle ist mit einem Altar, kleinen Rechteckfenstern und einem rundbogigen Eingang ausgestattet.
Eine erneute Renovierung erfolgte in den Jahren 1999 bis 2009. Ursprünglich war sie nicht blau gestrichen, diese Farbgebung erfolgte erst bei der ersten Renovierung.
Das Bauwerk ist unter Nr. 3/010 in die Denkmalliste der Stadt Düren eingetragen.